# Susse Wold
Lise „Susse“ Wold (* 17. November 1938 in Frederiksberg, Dänemark) ist eine dänische Schauspielerin.

## Leben
Susse Wold ist die Tochter des aus Norwegen stammenden Knud Wold (1907–1992) und der dänischen Schauspielerin Marguerite Viby. Sie absolvierte von 1958 bis 1960 ein Schauspielstudium an der Privatteatrenes elevskole. Von 1960 bis 1964 war sie fest am Det Ny Teater engagiert und spielte schließlich ab 1964 als festes Ensemblemitglied am Det Kongelige Teater. Während der 1960er und 1970er Jahre spielte Wold regelmäßig Theater und war unter anderem in Filmen wie Drei Mädchen in Paris und 2 × 2 im Himmelbett zu sehen. Seit Anfang der 1990er-Jahre war sie nur noch vereinzelt in einigen Filmen zu sehen, da sie sich verstärkt auf ihre Theaterkarriere konzentrierte.
Sie wurde im Jahr 1969 mit dem Wissenschafts- und Kulturpreis Tagea Brandts Rejselegat ausgezeichnet.
Große Aufmerksamkeit erlangte sie 2012 mit ihrer Darstellung der Grethe in dem Oscarnominierten Drama Die Jagd. Bei der Bodilverleihung 2014 wurde sie als Beste Nebendarstellerin ausgezeichnet; genauso wie sie bei der Robertverleihung 2014 ebenfalls als Beste Nebendarstellerin prämiert wurde. 2010 wurde sie mit dem Modersmål-Preis ausgezeichnet. Nachdem sie 1978 bereits mit dem Dannebrogorden ausgezeichnet wurde, ist sie seit 1996 Ritter 1. Klasse.
Wold war lange Zeit mit dem Schauspieler Erik Mørk liiert. Sie haben einen gemeinsamen Sohn, den Schriftsteller und Journalisten Christian Mørk. Von 1983 bis zu seinem Tod im Jahr 2024 war sie mit dem Schauspieler Bent Mejding verheiratet.

## Filmografie (Auswahl)
- 1963: Drei Mädchen in Paris (Tre piger i Paris)
- 1964: 2 × 2 im Himmelbett (Halløj i himmelsengen)
- 1975: Oh, diese Mieter (Huset på Christianshavn, Fernsehserie, eine Folge)
- 1978–1981: Die Leute von Korsbaek (Matador, Fernsehserie)
- 1986: Walhalla
- 2012: Die Jagd (Jagten)
- 2020: Der Rausch (Druk)
- 2021: Das Bombardement (Skyggen i mit øje)